# 23S rRNK (uridin2479-2'-O)-metiltransferaza
23S rRNK (uridin2479-2'-O)-metiltransferaza (EC 2.1.1.208, AviRb) je enzim sa sistematskim imenom S-adenozil--metionin:23S rRNK (uridin2479-2'-O)-metiltransferaza. Ovaj enzim katalizuje sledeću hemijsku reakciju
-adenozil--metionin + uridin2479 u 23S rRNK {\displaystyle \rightleftharpoons } -adenozil-L-homocistein + 2'-O-metiluridin2479 u 23S rRNK
Streptomyces viridochromogenes proizvodi antibiotski avilamicin A koji se vezuje za 50S ribozomalnu podjedinicu i inhibira sintezu proteina. Da bi se zaštitio od antibiotika, Streptomyces viridochromogenes koristi dve metiltransferaze, 23S rRNK (uridin2479-2'-O)-metiltransferazu i EC 2.1.1.209, 23S rRNK (guanin2535-1)-metiltransferazu.

## Literatura
- Nicholas C. Price; Lewis Stevens (1999). Fundamentals of Enzymology: The Cell and Molecular Biology of Catalytic Proteins (Third изд.). USA: Oxford University Press. ISBN 019850229X.
- Eric J. Toone (2006). Advances in Enzymology and Related Areas of Molecular Biology, Protein Evolution (Volume 75 изд.). Wiley-Interscience. ISBN 0471205036.
- Branden C; Tooze J. Introduction to Protein Structure. New York, NY: Garland Publishing. ISBN 0-8153-2305-0.
- Irwin H. Segel. Enzyme Kinetics: Behavior and Analysis of Rapid Equilibrium and Steady-State Enzyme Systems (Book 44 изд.). Wiley Classics Library. ISBN 0471303097.
- William P. Jencks (1987). Catalysis in Chemistry and Enzymology. Dover Publications. ISBN 0486654605.

## Spoljašnje veze
- 23S+rRNA+(uridine2479-2'-O)-methyltransferase на 